# 芜湖南站 (芜湖轨道交通)
芜湖南站为中华人民共和国安徽省芜湖市弋江区济南路与南昌路交口东北侧的一座单轨车站，属于芜湖轨道交通1号线。车站南侧为国铁芜湖南站。2021年11月3日投入运营。
车站建设时期曾命名为弋江站，后随国铁站更名为芜湖南站。

## 车站结构
芜湖南站为地上三层车站，一层为出入口，二层为车站大堂，三层为车站站台，设有两个侧式站台，并设有半高屏蔽门。

### 车站楼层
| 地上三层 | 侧式站台，右側開门 | 侧式站台，右側開门           |
| 地上三层 | 轨道（西）         | █ 1号线往白马山（白马山）    |
| 地上三层 | 轨道（东）         | █ 1号线往保顺路（珩琅山路）  |
| 地上三层 | 侧式站台，右側開门 |                              |
| 地上二层 | 站厅               | 客服中心、自动售票机、验票机 |
| 地面     | 出入口             | 1-3出入口                    |

## 车站出口
芜湖南站共设3个出口，出口及周围设施如下所示：
|                                       |      |            |                                          |
| 出口编号                              | 照片 | 地点       | 可到达目的地                             |
| 出口 · 1L · 升降机标志 · 扶手电梯标志 |      | 济南路东侧 | 芜湖南站、芜湖汽车南站、芜湖运泰网络科技 |
| 出口 · 2L                             |      | 济南路西侧 | 吴梅山路                                 |
| 出口 · 3L · 扶手电梯标志              |      | 济南路西侧 | 天兵科技                                 |
| 註： 設有 \| 設有扶手電梯             |      |            |                                          |

## 接驳交通

### 铁路
车站临近国铁芜湖南站，可供乘客转乘宁安客运专线及合杭高速铁路前往南京、杭州、合肥、安庆等方向。

### 长途巴士
车站东侧临近芜湖汽车南站，可供乘客转乘长途巴士前往芜湖市南部区县及安徽省及江浙沪周边地市。

### 公交车
- 芜湖南站西：10、18、20、45、51、206、216、502、505、505路弋矶山线、616、617、621、622路
- 芜湖南站：10、18、20、45、51、206、216路